# À
De À (onderkast: à) is een in het Latijns alfabet voorkomende letter. De letter wordt gevormd door het karakter A met een daarboven geplaatste accent grave.
De letter wordt onder meer gebruikt in het Catalaans, Frans, Italiaans, Portugees, Schots-Gaelic, Vietnamees en pinyin (de romanisatie van het Mandarijn). In nagenoeg alle gevallen geeft de À de A klank weer, het karakter wordt alleen gebruikt om accent of, zoals bij het pinyin, de toon aan te geven.  Als suffix in het Catalaans wijst hij op een verdwenen Latijnse uitgang “-anus,” zoals in Empordà voor Empordanus, of zoals in de mannelijke voornaam Marià voor het Latijnse Marianus, waar het accent het onderscheid maakt met de vrouwelijke voornaam Maria.
In het Nederlands komt men de À vaak tegen uit aan het Frans ontleende uitdrukkingen, zoals  à la carte. 
Een ander gebruik is sinds de 16de eeuw het gebruik van à om "per stuk" aan te duiden.
Ook wordt de à gebruikt om een schatting mee aan te geven, zoals "3 à 4 dagen".

## Weergave op de computer
In Unicode vindt men de À onder de codes U+00C0 (hoofdletter) en U+00E0 (onderkast). Deze plaats hebben ze eveneens in de ISO 8859-1 codeset.
In TeX worden de À en à weergeven door respectievelijk \`A en \`a te gebruiken.
In HTML worden respectievelijk de codes &Agrave; voor de hoofdletter À en &agrave; voor de onderkast à gebruikt.